# Тёрнрос, Веса
Веса Тёрнрос (фин. Vesa Törnroos; 2 сентября 1982, Пертунмаа, Южное Саво — 15 апреля 2020) — финский стрелок, специализировавшийся в стендовой стрельбе в дисциплине «трап» (траншейный стенд); член сборной Финляндии на летних Олимпийских играх 2016 года.
Представлял клуб Lahden Ampumaseura, тренировался у Сату Пусила. Участвовал в Чемпионате мира по стрельбе 2014 и 2015 годов.
Скончался 15 апреля 2020 года от рака. Был женат и имел одного ребёнка.